# Далглиш, Кенни
Сэр Ке́ннет Мэ́тисон Далгли́ш MBE (англ. Sir Kenneth Mathieson Dalglish; род. 4 марта 1951, Глазго, Шотландия), более известный как Ке́нни Далгли́ш (англ. Kenny Dalglish) — шотландский футболист и футбольный тренер. За 22-летнюю карьеру игрока он выступал только в двух клубах, «Селтик» и «Ливерпуль», получив там всеобщее признание и, как следствие, многочисленные награды. Он установил два рекорда в сборной Шотландии: как игрок, сыгравший наибольшее количество матчей (102), и как игрок, забивший наибольшее количество голов (наряду с Дэнисом Лоу, у обоих по 30). Далглиш был признан игроком года по версии профессиональных футболистов в сезона 1982—83 и футболистом года по версии Ассоциации футбольных журналистов в 1979 и 1983 годах. В 2009 году журнал FourFourTwo назвал Далглиша величайшим нападающим в истории послевоенного британского футбола, и в 2006 году по результатам голосования (100 Players Who Shook The Kop — 100 игроков, которые потрясли Koп), которое проводилось на официальном сайте «Ливерпуля» среди более 100 тысяч фанов, проживающих по всему миру, именно Далглиш занял первое место. Также он был введен в зал славы шотландского и английского футбола. Член ордена Британской империи (MBE). 
Далглиш за карьеру в «Селтике» и в период с 1971 по 1977 год: выиграл четыре раза чемпионат Шотландии, четыре раза Кубок Шотландии и один раз Кубок шотландской лиги вместе с клубом. В 1977 году Боб Пейсли подписал его в «Ливерпуль», установив на тот момент британский трансферный рекорд, в размере £ 440 000. Годы выступления Кенни Далглиша в составе «Красных» стали одним из самых успешных периодов в истории клуба: «Ливерпуль» выиграл шесть чемпионских титулов, три Кубка Европейских Чемпионов и пять внутренних трофеев. За эти достижения и свой стиль игры, он получил прозвище Король Кенни, от болельщиков «Ливерпуля». Далглиш стал играющим тренером «Ливерпуля» после ухода Джо Фэгана в 1985 году. В этом качестве выиграл три чемпионских титула и два Кубка Англии. Он ушёл с поста главного тренера «Ливерпуля» в 1991 году.
Восемь месяцев спустя Далглиш вернулся в футбол, возглавив «Блэкберн Роверс», которых он привел из Второго Дивизиона к победе в Премьер-Лиге в 1995 году. Вскоре после этого он ушёл с поста главного тренера «Блэкберна», чтобы стать спортивным директором в клубе, перед окончательным уходом из клуба в 1996 году. В январе 1997 года Далглиш возглавил «Ньюкасл». «Сороки» под его руководством финишировали вторыми в Премьер-Лиге и дошли до финала Кубка Англии, но следующий сезон 1997/98 команда провалила, закончив его лишь на 13 месте. Он был уволен после двух игр в следующем сезоне. Далглиш был назначен спортивным директором «Селтика» в 1999 году, но закончил сезон исполняющим обязанности главного тренера, после чего был отправлен в отставку, в следующим сезоне.
В период между 2000 и 2010 Далглиш занимался благотворительной работой, создав фонд вместе с женой The Marina Dalglish Appeal, чтобы собрать деньги для лечения больных раком. 8 января 2011 года, после увольнения Роя Ходжсона, назначен исполняющим обязанности главного тренера «Ливерпуля» до конца сезона 2010/11. 12 мая 2011 года Далглиш подписал контракт с Ливерпулем до 2013 года, однако в сезоне 2011—2012 «Ливерпуль» провел один из худших сезонов за последние 50 лет в чемпионате, в котором, сыграв 38 матчей, одержал 14 побед, 10 раз сыграл вничью и потерпел 14 поражений, заняв тем самым лишь 8 место по окончании сезона, пропустив вперед своего непримиримого соперника «Эвертон», второй раз с момента образования АПЛ. Несмотря на победу в Кубке Лиги и финал Кубка Англии, 16 мая 2012 года советом директоров клуба было принято решение об отставке Далглиша.
В 2018 году Далглиш был посвящён в рыцари королевой Елизаветой II.

## Ранние годы
Далглиш был сыном инженера и родился в районе Далмарнок, что в Ист-Энде в Глазго, вырос в Милтоне на севере Глазго. Когда ему было 15 лет, он переехал в доки Гована, что рядом с «Айброксом», домашним стадионом «Рейнджерс». Кенни рос, болея за Рейнджеров. Далглиш учился в школе Milton Bank Primary в Милтоне и начинал играть в футбол на позиции вратаря. Затем он учился в High Possil Senior Secondary School, где выиграл турниры между школами и в других возрастных категориях в играх пять на пять. Играя за школьников Глазго, он выиграл Кубок Шотландии в своей возрастной категории, а затем был выбран на кубок Виктори Шилд в Сборную школьников Шотландии, которые были непобедимы в турнире Домашних Наций. В 1966 году Далглишем безуспешно интересовались «Вест Хэм» и «Ливерпуль».

## Карьера игрока

### «Селтик»
Далглиш подписал предварительный контракт с «Селтиком» в мае 1967 года. А перед этим главный тренер «Хупс» Джок Стейн выслал на просмотр Кенни, своего помощника Шона Фаллона в дом его родителей. Узнав, что Фаллон был у дверей его дома, Далглиш бросился наверх в свою комнату, прятать плакаты «Джерс». Свой первый сезон Далглиш провел в аренде в Камбернолд Юнайтед, за которых он забил 37 голов. В это время он также работал в качестве подмастерья столяра. В следующем сезоне Далглиш, стал регулярно попадать в резервную команду «Селтика», которая стала известна как банда улицы Кьюлити, в будущем связка сборной Шотландии, где играли в том числе Дэнни Макгрейн, Джордж Коннелли, Лу Макари и Дэвид Хэй
. Далглиш дебютировал в первой команде выйдя на замену, в 1968 году в матче четвертьфинала Кубка шотландской лиги с «Гамильтон Академикал». Далглиш был свидетелем трагедии на «Айброкс» в январе 1971 года, присутствуя на трибунах во время Дерби Старой Фирмы, когда погибло 66 болельщиков «Рейнджерс».
В сезоне 1971/72, Далглиш закрепился в первой команде «Селтика». Он забил свой первый официальный гол за клуб, с пенальти в кубке шотландской лиги, в победной игре над «Рейнджерс» на Айброкс, в августе 1971 года, в том сезоне он забил 23 гола в чемпионате и кубке за 49 игр. В следующем сезоне Далглиш стал лучшим бомбардиром «Хупс», с 41 мячом во всех соревнованиях. Он также, был капитаном в «Селтика» в сезоне 1975/76, во время которого «Хупс» не удалось выиграть трофей впервые за 12 лет, после того, как Штейн был тяжело травмирован в автокатастрофе и пропустил большую часть сезона. 10 августа 1977 года, после 320 игр и 167 голов за «Селтик» в трёх главных турнирах Шотландии и еврокубках, Далглиш был подписан главным тренером «Ливерпуля» Бобом Пейсли, установив британский рекорд по трансферам в размере 440 000 £. Переход Далглиша был плохо воспринят фанатами «Хупс», и когда ему пришлось играть на «Селтик Парк» в августе 1978 года, он был освистан большой частью фанатов клуба.

### «Ливерпуль»
Далглиш был подписан для того, чтобы заменить ушедшего в «Гамбург» Кевина Кигана, болельщики «Ливерпуля» изначально скептически отнеслись к тому, что он сможет заменить его. Однако, Далглиш быстро адаптировался в команде. Он дебютировал под номером семь, ранее принадлежавшему Кигану, 13 августа 1977 года в матче открытия сезона на «Уэмбли», в Чарити Шилд против «Манчестер Юнайтед». Он забил свой первый гол за Ливерпуль в чемпионате через неделю 20 августа, против «Мидлсбро». Далглиш также забил три дня спустя в своем дебютном матче на «Энфилде», победив «Ньюкасл» 2-0, и забил шестой гол Ливерпуля, когда они разгромили «Гамбург» Кигана 6:0 в ответном матче Суперкубка УЕФА 1977 года. К концу своего первого сезона в Ливерпуле, Далглиш сыграл 62 раза и забил 31 гол, в том числе победный в финале Кубка европейских чемпионов 1978 года на «Уэмбли» против «Брюгге».

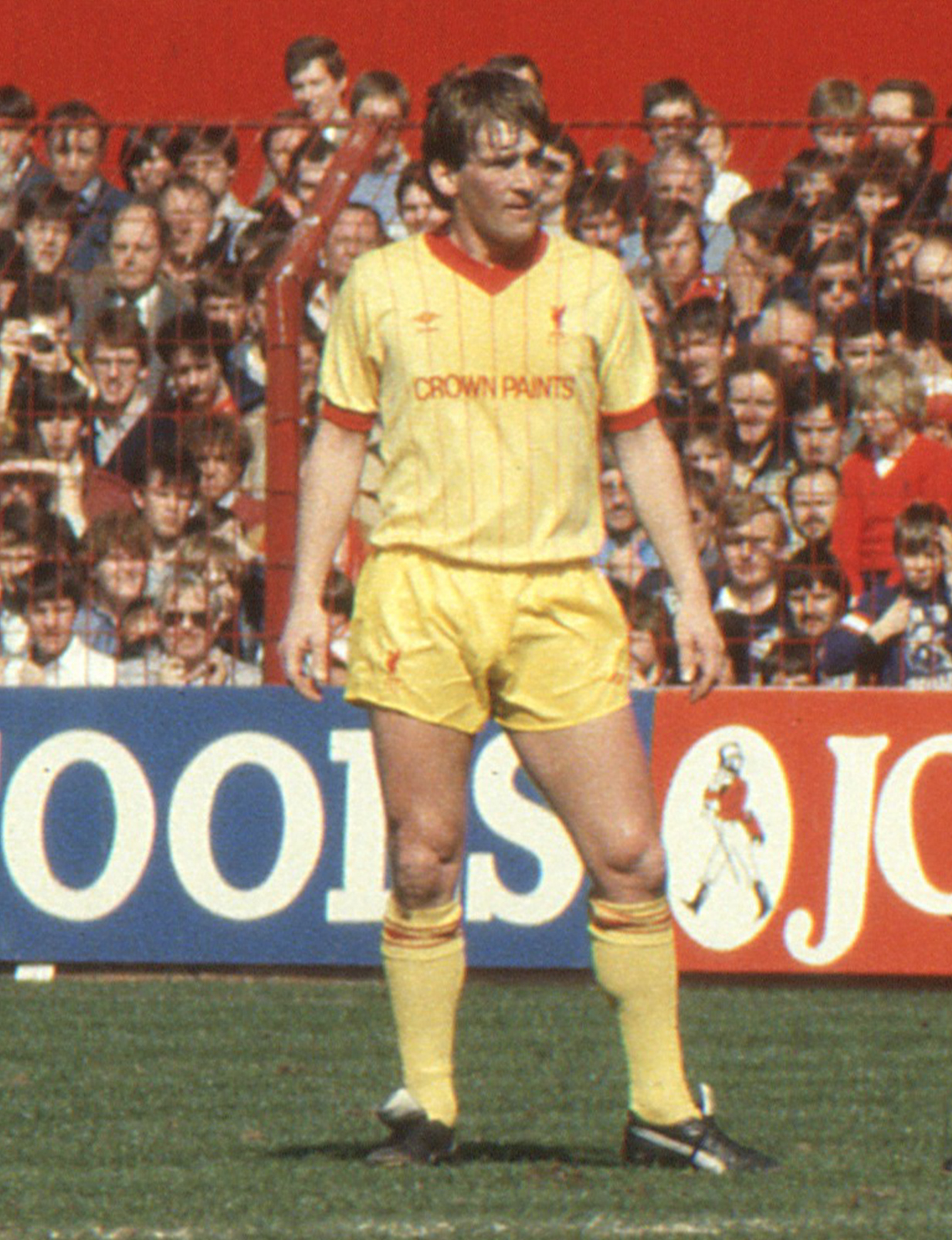
Далглиш в середине 1980-х годов

В своем втором сезоне Далглиш установил личный рекорд, забив 21 гол за клуб, также был признан футболистом года по версии ассоциации футбольных журналистов. Кенни не пропускал ни одной игры вплоть до сезона 1980/81, когда он вышел в футболке «Ливерпуля» 34 раза из 42 игр команды в том сезоне и забил всего 8 мячей, тогда «Красные» в первые при нём не выиграли чемпионат, заняв 5-е место, но победили в кубке европейских чемпионов и кубке лиги. В следующем сезоне он отличился 13 раз, улучшив свою голевую статистику, тогда «Ливерпуль» стал в 13-й раз чемпионом страны и 3-й раз с момента появления Далглиша на «Энфилде», в это время начал образовываться их ударный тандем с Ианом Рашем, Кенни начал играть с ним, «отвлекая на себя внимание, тем самым освобождая свободные зоны для него». Далглиш был признан игроком года по версии ПФА в сезоне 1982/1983, в течение которого он забил 18 голов в лиге, а «Ливерпуль» сохранил свой титул. С 1983 года Далглиш стал менее результативным бомбардиром, хотя и оставался игроком стартового состава.
Став игроком-менеджером после выхода на пенсию Джо Фэгана в конце сезона 1985 года и после катастрофы на стадионе «Эйзель», Далглиш принял участие всего в 21 игре Первого дивизиона в сезоне 1985/1986, когда «Ливерпуль» выиграл золотой дубль, но вышел на поле в финале Кубка против «Эвертона». В последнем туре чемпионата его гол в матче против «Челси» (1:0) на выезде принес «Ливерпулю» 16-й чемпионский титул. В следующем сезоне 1986/1987 Далглиш появился на поле в 18 матчах и забил 6 голов.
После продажи Иана Раша «Ювентусу» в 1987 году Далглиш сформировал новый дуэт нападающих, состоящий из новых игроков Джона Олдриджа и Питера Бирдсли на сезон 1987/1988, в связи с чем сыграл лишь дважды в кампании лиги, в которой «Ливерпуль» завоевал свой 17-й титул. Шотландец не играл за «Ливерпуль» в сезоне 1988/1989, а свой последний матч в лиге провёл 5 мая 1990 года, выйдя на замену против «Дерби». В свои 39 лет он был одним из старейших игроков, когда-либо игравших за «Ливерпуль». Его последний гол был забит тремя годами ранее, 18 апреля 1987 года в домашнем матче против «Ноттингем Форест» (3:0).

## Карьера в сборной

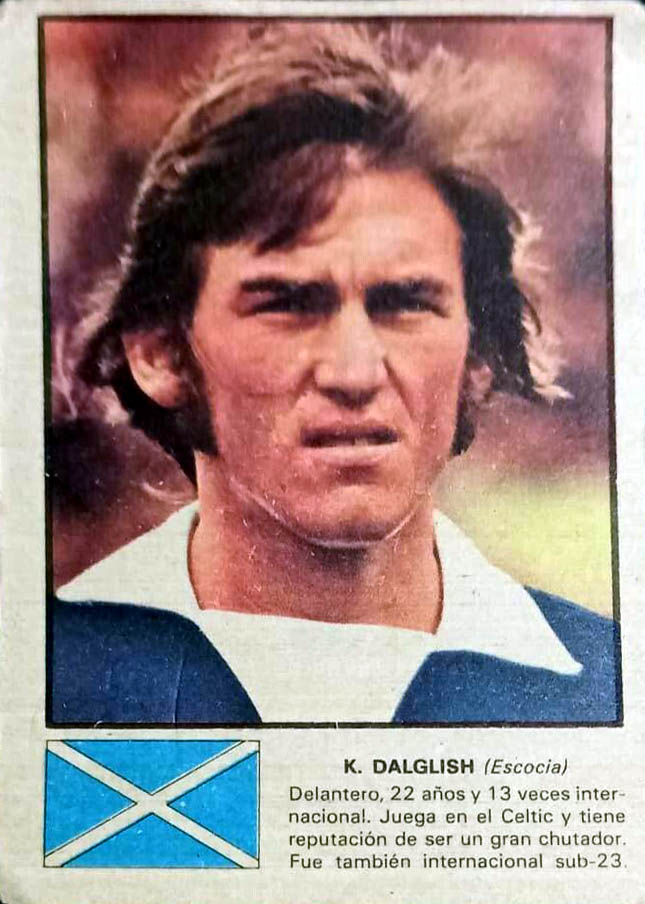
1974 год

10 ноября 1971 года тренер национальной сборной Шотландии Томми Дохерти принял решение выпустить Далглиша на замену в победном матче отборочного турнира Евро-1972 против Бельгии (1:0), что стало для него дебютом за сборную. Кенни забил свой первый гол за Шотландию год спустя, 15 ноября 1972 года, в отборочном матче чемпионата мира 1974 года, против Дании (2:0) на Хэмпден Парке. Национальная сборная прошла квалификацию на финальный турнир, в результате Далглиш вошёл в состав команды на чемпионат мира 1974 года в ФРГ. Он играл в основе во всех трех играх, однако Шотландия выбыла на групповом этапе, несмотря на то, что не проиграла ни одной из трех игр.
В 1976 году Далглиш забил победный гол за Шотландию на Хэмпден Парке против Англии, переиграв Рэя Клеменса. Год спустя забил тем же соперникам и голкиперу на «Уэмбли». Далглиш продолжал играть как на чемпионате мира 1978 года в Аргентине, где стартовал во всех матчах Шотландии, забив гол Нидерландам, занявшим в результате второе место после знаменитого поражения со счетом 3:2, так и на чемпионате мира 1982 года в Испании, где удалось отметиться против Новой Зеландии. В обоих случаях Шотландии не удалось пройти групповой этап. Далглиш был выбран в команду из 22 человек, отправлявшуюся в Мексику на чемпионат мира 1986 года, но был вынужден отказаться от участия из-за травмы.
Всего Далглиш сыграл за Шотландию 102 раза (национальный рекорд) и забил 30 голов (также национальный рекорд, совместно с Денисом Лоу). Он стал первым и единственным по состоянию на 2024 год игроком, сыгравшим 100 матчей за сборную Шотландии. Это достижение покорилось в товарищеском матче против Румынии 26 марта 1986 года на Хэмпден Парке, перед началом матча Франц Беккенбауэр вручил ему юбилейную кепку. Его последняя игра за Шотландию, после 15 лет в качестве игрока сборной, состоялась 12 ноября 1986 года в отборочном матче Евро-1988 против Люксембурга (3:0). Его 30-й и последний гол за сборную был забит двумя годами ранее, 14 ноября 1984 года, в матче отборочного турнира чемпионата мира против Испании (3:1), также на Хэмпден Парке.

## Тренерская карьера
30 мая 1985 года Далглиш стал играющим тренером «Ливерпуля», заняв тренерский мостик вместо Джо Фэгана. До 1987 года он действительно совмещал роли футболиста и тренера, но затем на поле появляться стал лишь в единичных случаях, окончательно сосредоточившись на тренерской работе. В первом же сезоне под его руководством команда выиграла «золотой дубль», став чемпионом и обладателем Кубка Англии. Далглишу удалось сохранить ведущие позиции «Ливерпуля» на английской арене и выиграть ещё два чемпионских титула, однако проявить себя на международной арене не представлялось возможным из-за дисквалификации английских клубов из еврокубков после трагедии на «Эйзеле». 22 февраля 1991 Далглиш неожиданно объявил об уходе из «Ливерпуля» после ничьей 4:4 с «Эвертоном» в мерсисайдском дерби. За этот период ему удалось выиграть девять трофеев и трижды стать лучшим тренером Англии.
Тренерскую карьеру Далглиш продолжил в «Блэкберн Роверс», сходу выведя его в Первый дивизион, где команда заняла высокое для дебютанта четвёртое место. В 1994 году «бродяги» заняли второе место, а на следующий год выиграли первый за 81 год чемпионский титул (который до настоящего времени остаётся последним), на одно очко опередив «Манчестер Юнайтед».
После ухода из «Блэкберна» Кеннет полтора года оставался без работы, но в январе 1997 года возглавил «Ньюкасл Юнайтед», сменив на посту Кевина Кигана. По итогам сезона «сороки» заняли второе место в турнирной таблице и дошли до финала Кубка Англии, где со счётом 0:2 уступили «Арсеналу». От команды многие ожидали прорыва в следующем сезоне, однако она неожиданно провалилась, заняв лишь 14-е место. После этой неудачи шотландец был уволен.
В течение четырёх месяцев, с февраля по июнь 2000 года исполнял обязанности главного тренера родного «Селтика» и успел за это время выиграть Кубок шотландской лиги. После этого в тренерской карьере Далглиша наступил перерыв, длившийся более десяти лет.
8 января 2011 года он возобновил тренерскую работу, вновь встав во главе «Ливерпуля». За полгода Далглишу удалось стабилизировать игру команды и поднять её с 13-го на 6-е место. Однако в следующем сезоне «красные» выступили ниже ожиданий, заняв лишь 8-е место по итогам сезона. В финале Кубка Англии подопечные Далглиша уступили «Челси» и единственным выигранным турниром стал Кубок лиги. В результате работа Далглиша была признана неудовлетворительной и он был уволен.

## Достижения

### В качестве игрока
«Селтик»
- Чемпион Шотландии (4): 1971/72, 1972/73, 1973/74, 1976/77
- Обладатель Кубка Шотландии (4): 1971/72, 1973/74, 1974/75, 1976/77
- Обладатель Кубка шотландской лиги: 1974/75

«Ливерпуль»
- Чемпион Англии (6): 1978/79, 1979/80, 1981/82, 1982/83, 1983/84, 1985/86
- Обладатель Кубка европейских чемпионов (3): 1977/78, 1980/81, 1983/84
- Обладатель Кубка Англии: 1985/86
- Обладатель Кубка Футбольной лиги (4): 1980/81, 1981/82, 1982/83, 1983/84
- Обладатель Суперкубка Англии (5): 1977, 1979, 1980, 1982, 1986
- Обладатель Суперкубка Европы: 1977

### В качестве тренера
«Ливерпуль»
- Чемпион Англии (3): 1985/86, 1987/88, 1989/90
- Обладатель Кубка Англии (2): 1985/86, 1988/89
- Обладатель Суперкубка Англии (4): 1986, 1988, 1989, 1990
- Обладатель Кубка Футбольной лиги: 2011/12
- Обладатель Суперкубка ScreenSport: 1985/86

«Блэкберн Роверс»
- Чемпион Англии: 1994/95

«Селтик»
- Обладатель Кубка шотландской лиги: 1999/2000

### Личные
- Игрок года по версии футболистов ПФА: 1983
- Футболист года по версии Ассоциации футбольных журналистов (2): 1979, 1983
- Лучший бомбардир шотландского Премьер-дивизиона: 1976
- Номинант на Золотой Мяч France Football 1983 года: 2-е место
- Награда Ассоциации футбольных журналистов за заслуги перед футболом: 1987
- Лучший бомбардир в истории сборной Шотландии: 30 голов (Совместно с Денисом Лоу)
- Наибольшее количество матчей за всю историю сборной Шотландии: 102 игры
- Тренер сезона английской Премьер-лиги: 1994/95
- Тренер месяца английской Премьер-лиги: январь 1994, ноябрь 1994
- Введён в Почётный список игроков сборной Шотландии по футболу (1988)
- Введён в Зал славы английского футбола (2002)
- Введён в Зал славы шотландского футбола (2004)
- Член клуба ФИФА 100
- Обладатель премии «Freedom of the City of Glasgow» (1986)
- Включён в список величайших футболистов XX века по версии World Soccer

## Статистика выступлений

### Клубная карьера
| Клуб             | Сезон            | Лига | Лига | Национальные кубки | Национальные кубки | Национальные кубки | Национальные кубки | Еврокубки | Еврокубки | Прочие | Прочие | Итого | Итого |
| Клуб             | Сезон            | Лига | Лига | Кубок              | Кубок              | Кубок лиги         | Кубок лиги         | Еврокубки | Еврокубки | Прочие | Прочие | Итого | Итого |
| Клуб             | Сезон            | Игры | Голы | Игры               | Голы               | Игры               | Голы               | Игры      | Голы      | Игры   | Голы   | Игры  | Голы  |
| ---------------- | ---------------- | ---- | ---- | ------------------ | ------------------ | ------------------ | ------------------ | --------- | --------- | ------ | ------ | ----- | ----- |
| Селтик           | 1968/69          | 0    | 0    | 0                  | 0                  | 1                  | 0                  | 0         | 0         | 0      | 0      | 1     | 0     |
| Селтик           | 1969/70          | 2    | 0    | 0                  | 0                  | 2                  | 0                  | 0         | 0         | 0      | 0      | 4     | 0     |
| Селтик           | 1970/71          | 3    | 0    | 1                  | 0                  | 0                  | 0                  | 1         | 0         | 2      | 0      | 7     | 0     |
| Селтик           | 1971/72          | 31   | 17   | 4                  | 1                  | 8                  | 5                  | 7         | 0         | 3      | 6      | 53    | 29    |
| Селтик           | 1972/73          | 32   | 23   | 6                  | 5                  | 11                 | 10                 | 4         | 3         | 3      | 0      | 56    | 41    |
| Селтик           | 1973/74          | 33   | 18   | 6                  | 1                  | 10                 | 3                  | 7         | 2         | 3      | 1      | 59    | 25    |
| Селтик           | 1974/75          | 33   | 16   | 5                  | 2                  | 8                  | 3                  | 2         | 0         | 3      | 0      | 51    | 21    |
| Селтик           | 1975/76          | 35   | 24   | 1                  | 1                  | 10                 | 4                  | 5         | 3         | 2      | 0      | 53    | 32    |
| Селтик           | 1976/77          | 35   | 14   | 7                  | 1                  | 10                 | 10                 | 2         | 1         | 0      | 0      | 54    | 26    |
| Селтик           | Итого            | 204  | 112  | 30                 | 11                 | 60                 | 35                 | 28        | 9         | 16     | 7      | 338   | 174   |
| Ливерпуль        | 1977/78          | 42   | 20   | 1                  | 1                  | 9                  | 6                  | 7         | 3         | 3      | 1      | 62    | 31    |
| Ливерпуль        | 1978/79          | 42   | 21   | 7                  | 4                  | 1                  | 0                  | 2         | 0         | 2      | 0      | 54    | 25    |
| Ливерпуль        | 1979/80          | 42   | 16   | 8                  | 2                  | 7                  | 4                  | 2         | 0         | 1      | 1      | 60    | 23    |
| Ливерпуль        | 1980/81          | 34   | 8    | 2                  | 2                  | 8                  | 7                  | 9         | 1         | 1      | 0      | 54    | 18    |
| Ливерпуль        | 1981/82          | 42   | 13   | 3                  | 2                  | 10                 | 5                  | 6         | 2         | 1      | 0      | 62    | 22    |
| Ливерпуль        | 1982/83          | 42   | 18   | 3                  | 1                  | 7                  | 0                  | 5         | 1         | 1      | 0      | 58    | 20    |
| Ливерпуль        | 1983/84          | 33   | 7    | 0                  | 0                  | 8                  | 2                  | 9         | 3         | 1      | 0      | 51    | 12    |
| Ливерпуль        | 1984/85          | 36   | 6    | 7                  | 0                  | 1                  | 0                  | 7         | 0         | 2      | 0      | 53    | 6     |
| Ливерпуль        | 1985/86          | 21   | 3    | 6                  | 1                  | 2                  | 1                  | 0         | 0         | 2      | 2      | 31    | 7     |
| Ливерпуль        | 1986/87          | 18   | 6    | 0                  | 0                  | 5                  | 2                  | 0         | 0         | 2      | 0      | 25    | 8     |
| Ливерпуль        | 1987/88          | 2    | 0    | 0                  | 0                  | 0                  | 0                  | 0         | 0         | 0      | 0      | 2     | 0     |
| Ливерпуль        | 1988/89          | 0    | 0    | 0                  | 0                  | 1                  | 0                  | 0         | 0         | 1      | 0      | 2     | 0     |
| Ливерпуль        | 1989/90          | 1    | 0    | 0                  | 0                  | 0                  | 0                  | 0         | 0         | 0      | 0      | 1     | 0     |
| Ливерпуль        | Итого            | 355  | 118  | 37                 | 13                 | 59                 | 27                 | 47        | 10        | 17     | 4      | 515   | 172   |
| Всего за карьеру | Всего за карьеру | 559  | 230  | 67                 | 24                 | 119                | 62                 | 75        | 19        | 33     | 11     | 853   | 346   |

Источники:
- Paul Lunney. Celtic: A Complete Record, 1888—1992. — Breedon Books Publishing Co Ltd, 1992. — ISBN 978-1873626276.
- Профиль на Lfchistory.net

### Национальная сборная
| Сборная          | Год              | Отборочные матчи ЧМ | Отборочные матчи ЧМ | Финальные матчи ЧМ | Финальные матчи ЧМ | Отборочные матчи ЧЕ | Отборочные матчи ЧЕ | Чемпионат Британии | Чемпионат Британии | Товарищеские матчи | Товарищеские матчи | Итого | Итого |
| Сборная          | Год              | Игры                | Голы                | Игры               | Голы               | Игры                | Голы                | Игры               | Голы               | Игры               | Голы               | Игры  | Голы  |
| ---------------- | ---------------- | ------------------- | ------------------- | ------------------ | ------------------ | ------------------- | ------------------- | ------------------ | ------------------ | ------------------ | ------------------ | ----- | ----- |
| Шотландия        | 1971             | -                   | -                   | -                  | -                  | 1                   | 0                   | 0                  | 0                  | 1                  | 0                  | 2     | 0     |
| Шотландия        | 1972             | 2                   | 1                   | -                  | -                  | -                   | -                   | 0                  | 0                  | 0                  | 0                  | 2     | 1     |
| Шотландия        | 1973             | 2                   | 0                   | -                  | -                  | -                   | -                   | 3                  | 1                  | 4                  | 0                  | 9     | 1     |
| Шотландия        | 1974             | -                   | -                   | 3                  | 0                  | 1                   | 0                   | 3                  | 1                  | 4                  | 3                  | 11    | 4     |
| Шотландия        | 1975             | -                   | -                   | -                  | -                  | 5                   | 1                   | 3                  | 1                  | 2                  | 0                  | 10    | 2     |
| Шотландия        | 1976             | 2                   | 0                   | -                  | -                  | -                   | -                   | 2                  | 2                  | 2                  | 1                  | 6     | 3     |
| Шотландия        | 1977             | 2                   | 2                   | -                  | -                  | -                   | -                   | 3                  | 3                  | 5                  | 2                  | 10    | 7     |
| Шотландия        | 1978             | -                   | -                   | 3                  | 1                  | 3                   | 2                   | 3                  | 0                  | 1                  | 0                  | 10    | 3     |
| Шотландия        | 1979             | -                   | -                   | -                  | -                  | 4                   | 1                   | 3                  | 0                  | 2                  | 0                  | 9     | 1     |
| Шотландия        | 1980             | 2                   | 0                   | -                  | -                  | 1                   | 1                   | 3                  | 0                  | 2                  | 0                  | 8     | 1     |
| Шотландия        | 1981             | 4                   | 1                   | -                  | -                  | -                   | -                   | 0                  | 0                  | 0                  | 0                  | 4     | 1     |
| Шотландия        | 1982             | -                   | -                   | 2                  | 1                  | 1                   | 2                   | 3                  | 0                  | 2                  | 1                  | 8     | 4     |
| Шотландия        | 1983             | -                   | -                   | -                  | -                  | 3                   | 0                   | 0                  | 0                  | 1                  | 0                  | 4     | 0     |
| Шотландия        | 1984             | 2                   | 1                   | -                  | -                  | -                   | -                   | 0                  | 0                  | 1                  | 1                  | 3     | 2     |
| Шотландия        | 1985             | 2                   | 0                   | -                  | -                  | -                   | -                   | -                  | -                  | 1                  | 0                  | 3     | 0     |
| Шотландия        | 1986             | -                   | -                   | -                  | -                  | 2                   | 0                   | -                  | -                  | 1                  | 0                  | 3     | 0     |
| Всего за карьеру | Всего за карьеру | 18                  | 5                   | 8                  | 2                  | 21                  | 7                   | 26                 | 8                  | 29                 | 8                  | 102   | 30    |

Источник:
- Профиль на сайте Шотландской футбольной ассоциации

### Голы за сборную Шотландии
Результаты и список результатов забитых голов за первую сборную Шотландии.
| Гол | Дата             | Место                          | Соперник       | Счет | Результат | Турнир |
| --- | ---------------- | ------------------------------ | -------------- | ---- | --------- | ------ |
| 1   | 15 ноября 1972   | Хэмпден Парк, Глазго           | Дания          | 1:0  | 2:0       | ОТЧМ   |
| 2   | 16 мая 1973      | Хэмпден Парк, Глазго           | Сев. Ирландия  | 1:2  | 1:2       | BHC    |
| 3   | 27 марта 1974    | Вальдстадион, Франкфурт        | ФРГ            | 1:2  | 1:2       | ТМ     |
| 4   | 14 мая 1974      | Хэмпден Парк, Глазго           | Уэльс          | 1:0  | 2:0       | BHC    |
| 5   | 6 июня 1974      | Уллевол, Осло                  | Норвегия       | 2:1  | 2:1       | ТМ     |
| 6   | 30 октября 1974  | Хэмпден Парк, Глазго           | ФРГ            | 3:0  | 3:0       | ТМ     |
| 7   | 20 мая 1975      | Хэмпден Парк, Глазго           | Сев. Ирландия  | 2:0  | 3:0       | BHC    |
| 8   | 29 октября 1975  | Хэмпден Парк, Глазго           | Дания          | 1:1  | 3:1       | ОТЧЕ   |
| 9   | 8 мая 1976       | Хэмпден Парк, Глазго           | Сев. Ирландия  | 3:0  | 3:0       | BHC    |
| 10  | 15 мая 1976      | Хэмпден Парк, Глазго           | Англия         | 2:1  | 2:1       | BHC    |
| 11  | 8 сентября 1976  | Хэмпден Парк, Глазго           | Финляндия      | 3:0  | 6:0       | ТМ     |
| 12  | 27 апреля 1977   | Хэмпден Парк, Глазго           | Швеция         | 2:1  | 3:1       | ТМ     |
| 13  | 1 июня 1977      | Хэмпден Парк, Глазго           | Сев. Ирландия  | 1:0  | 3:0       | BHC    |
| 14  | 1 июня 1977      | Хэмпден Парк, Глазго           | Сев. Ирландия  | 3:0  | 3:0       | BHC    |
| 15  | 4 июня 1977      | Уэмбли, Лондон                 | Англия         | 2:0  | 2:1       | BHC    |
| 16  | 15 июня 1977     | Национальный стадион, Сантьяго | Чили           | 1:0  | 4:2       | ТМ     |
| 17  | 21 сентября 1977 | Хэмпден Парк, Глазго           | Чехословакия   | 3:0  | 3:1       | ОТЧМ   |
| 18  | 12 октября 1977  | Энфилд, Ливерпуль              | Уэльс          | 2:0  | 2:0       | ОТЧМ   |
| 19  | 11 июня 1978     | Мальвинас Архентинас, Мендоса  | Нидерланды     | 1:1  | 3:2       | ЧМ     |
| 20  | 25 октября 1978  | Хэмпден Парк, Глазго           | Норвегия       | 1:1  | 3:2       | ОТЧЕ   |
| 21  | 25 октября 1978  | Хэмпден Парк, Глазго           | Норвегия       | 2:2  | 3:2       | ОТЧЕ   |
| 22  | 7 июня 1979      | Уллевол, Осло                  | Норвегия       | 2:0  | 4:0       | ОТЧЕ   |
| 23  | 26 марта 1980    | Хэмпден Парк, Глазго           | Португалия     | 1:0  | 4:1       | ОТЧЕ   |
| 24  | 25 февраля 1981  | Рамат-Ган, Рамат-Ган           | Израиль        | 1:0  | 1:0       | ОТЧМ   |
| 25  | 23 марта 1982    | Хэмпден Парк, Глазго           | Нидерланды     | 2:0  | 2:1       | ТМ     |
| 26  | 15 июня 1982     | Ла-Росаледа, Малага            | Новая Зеландия | 1:0  | 5:2       | ЧМ     |
| 27  | 15 декабря 1982  | Эйзель, Брюссель               | Бельгии        | 1:0  | 2:3       | ОТЧЕ   |
| 28  | 15 декабря 1982  | Эйзель, Брюссель               | Бельгии        | 2:1  | 2:3       | ОТЧЕ   |
| 29  | 12 сентября 1984 | Хэмпден Парк, Глазго           | Югославия      | 3:1  | 6:1       | ТМ     |
| 30  | 14 ноября 1984   | Хэмпден Парк, Глазго           | Испания        | 3:1  | 3:1       | ОТЧМ   |

Список сокращений в таблице:
- ТМ — Товарищеский матч
- ЧМ — Чемпионат мира
- BHC — Домашний чемпионат Великобритании
- ОТЧМ — Отборочный турнир чемпионата мира
- ОТЧЕ — Отборочный турнир чемпионата Европы

## Тренерская статистика
| Ливерпуль       | Англия    | 30 мая 1985     | 22 февраля 1991 | 299 | 182 | 76  | 41  | 060,87 |
| Блэкберн Роверс | Англия    | 12 октября 1991 | 25 июня 1995    | 196 | 103 | 46  | 47  | 052,55 |
| Ньюкасл Юнайтед | Англия    | 14 января 1997  | 27 августа 1998 | 78  | 30  | 22  | 26  | 038,46 |
| Селтик          | Шотландия | 10 февраля 2000 | 1 июня 2000     | 18  | 10  | 4   | 4   | 055,56 |
| Ливерпуль       | Англия    | 8 января 2011   | 16 мая 2012     | 74  | 35  | 17  | 22  | 047,30 |
| Всего           | Всего     | Всего           | Всего           | 665 | 360 | 165 | 140 | 054,14 |